# Mistrzostwa Świata w Piłce Ręcznej Kobiet 2021 (eliminacje)
Kwalifikacje do Mistrzostw Świata w Piłce Ręcznej Kobiet 2021 miały na celu wyłonienie żeńskich reprezentacji narodowych w piłce ręcznej, które wystąpią w finałach tego turnieju.

## Informacje ogólne
W październiku 2018 roku Rada IHF podjęła decyzję o rozszerzeniu mistrzostw z 24 do 32 zespołów. Turniej finałowy organizowanych przez IHF mistrzostw świata odbędzie się w Hiszpanii w grudniu 2021 roku i wezmą w nim udział trzydzieści dwie drużyny. Automatycznie do mistrzostw zakwalifikowała się reprezentacja Holandii jako mistrz świata z 2019 i Hiszpanki jako organizator imprezy. O pozostałe trzydzieści miejsc odbywały się kontynentalne kwalifikacje. Wolne miejsca zostały podzielone według następującego klucza geograficznego: po cztery obowiązkowe miejsca przydzielono czterem kontynentom – Europie, Azji, Afryce i Ameryce (trzy Południowej i jedno Północnej), zaś jedno – wcześniej przypadające Oceanii – mogła otrzymać drużyna z Oceanii zajmując przynajmniej piątą lokatę w mistrzostwach Azji, w przeciwnym przypadku było ono przyznawane jako dzika karta. Kolejne dwanaście przypadło kontynentom, z których pochodziły zespoły z czołowej dwunastki poprzednich mistrzostw, a także IHF zastrzegła sobie przyznawanie dzikiej karty.

## Eliminacje
| Kontynent             | Związek  | Miejsca | Turniej                              | World Map IHF |
| Europa                | EHF      | 4       | Mistrzostwa Europy 2020              | World Map IHF |
| Europa                | EHF      | 10      | Europejski turniej eliminacyjny      | World Map IHF |
| Afryka                | CAHB     | 4 + 0   | Mistrzostwa Afryki 2020              | World Map IHF |
| Ameryka Południowa    | COSCABAL | 3 + 0   | Mistrzostwa Ameryki Południowej 2021 | World Map IHF |
| Ameryka Północna      | NACHC    | 1 + 0   | Mistrzostwa Ameryki Północnej 2021   | World Map IHF |
| Azja                  | AHF      | 4 + 2   | Mistrzostwa Azji 2021                | World Map IHF |
| Oceania/„dzika karta” |          | 0-1     | Mistrzostwa Azji 2021                | World Map IHF |
| „dzika karta”         | IHF      | 1-2     |                                      | World Map IHF |

## Zakwalifikowane zespoły
| Kraj                             | Strefa kwalifikacyjna                                 | Mistrzostwa 2019 |
| -------------------------------- | ----------------------------------------------------- | ---------------- |
| Hiszpania                        | Gospodarz                                             | 2. miejsce       |
| Holandia                         | Mistrzostwa świata 2019                               | Mistrzostwo      |
| Norwegia                         | Mistrzostwa Europy 2020 – 1. miejsce                  | 4. miejsce       |
| Francja                          | Mistrzostwa Europy 2020 – 2. miejsce                  | 13. miejsce      |
| Chorwacja                        | Mistrzostwa Europy 2020 – 3. miejsce                  | –                |
| Dania                            | Mistrzostwa Europy 2020 – 4. miejsce                  | 9. miejsce       |
| Węgry                            | Europa – Play-off                                     | 14. miejsce      |
| Czarnogóra                       | Europa – Play-off                                     | 5. miejsce       |
| Niemcy                           | Europa – Play-off                                     | 8. miejsce       |
| Austria                          | Europa – Play-off                                     | –                |
| Rosyjska Federacja Piłki Ręcznej | Europa – Play-off                                     | 3. miejsce       |
| Czechy                           | Europa – Play-off                                     | –                |
| Rumunia                          | Europa – Play-off                                     | 12. miejsce      |
| Serbia                           | Europa – Play-off                                     | 6. miejsce       |
| Szwecja                          | Europa – Play-off                                     | 7. miejsce       |
| Słowenia                         | Europa – Play-off                                     | 19. miejsce      |
| Angola                           | Mistrzostwa Afryki 2020 – 1. miejsce                  | 15. miejsce      |
| Kamerun                          | Mistrzostwa Afryki 2020 – 2. miejsce                  | –                |
| Tunezja                          | Mistrzostwa Afryki 2020 – 2. miejsce                  | –                |
| Kongo                            | Mistrzostwa Afryki 2020 – 4. miejsce                  | –                |
| Portoryko                        | Mistrzostwa Ameryki Północnej 2021 – 1. miejsce       | –                |
| Korea Południowa                 | Mistrzostwa Azji 2021 – 1. miejsce                    | 11. miejsce      |
| Japonia                          | Mistrzostwa Azji 2021 – 2. miejsce                    | 10. miejsce      |
| Kazachstan                       | Mistrzostwa Azji 2021 – 3. miejsce                    | 22. miejsce      |
| Iran                             | Mistrzostwa Azji 2021 – 4. miejsce                    | –                |
| Uzbekistan                       | Mistrzostwa Azji 2021 – 5. miejsce                    | –                |
| Brazylia                         | Mistrzostwa Ameryki Południowej 20212021 – 1. miejsce | 17. miejsce      |
| Argentyna                        | Mistrzostwa Ameryki Południowej 20212021 – 2. miejsce | 16. miejsce      |
| Paragwaj                         | Mistrzostwa Ameryki Południowej 20212021 – 3. miejsce | –                |
| Słowacja                         | „dzika karta” IHF                                     | 19. miejsce      |
| Polska                           | „dzika karta” IHF                                     | –                |
| Chiny                            | „dzika karta” IHF                                     | 23. miejsce      |

## Europa

### Europejski turniej eliminacyjny – faza grupowa
Losowanie grup zostało zaplanowane na 8 lipca 2020 roku w siedzibie EHF w Wiedniu, a przed nim siedemnaście drużyn – nie biorących udziału w ME 2020 – podzielonych zostało na cztery koszyki.
| Koszyk 1           |
| ------------------ |
| Austria            |
| Białoruś           |
| Słowacja           |
| Turcja             |
| Macedonia Północna |

| Koszyk 2   |
| ---------- |
| Ukraina    |
| Włochy     |
| Szwajcaria |
| Islandia   |
| Portugalia |

| Koszyk 3    |
| ----------- |
| Litwa       |
| Wyspy Owcze |
| Kosowo      |
| Izrael      |
| Finlandia   |

| Koszyk 4   |
| ---------- |
| Grecja     |
| Luksemburg |

W wyniku transmitowanego w Internecie losowania wyłoniono dwie cztero- i trzy trzyzespołowe grupy. Według pierwszych założeń rywalizacja w ramach grup miała się odbywać systemem kołowym w sześciu meczowych terminach od końca września do początku grudnia 2020 roku, następnie jednak zmieniono zaplanowany system rozgrywek i drużyny miały rywalizować w formie turniejów rozegranych w jednej hali na przełomie listopada i grudnia 2020 roku, jednocześnie przyznano też prawa do organizacji turniejów. Do fazy play-off europejskich eliminacji awansowały po dwa czołowe zespoły z każdej z grup. W połowie listopada 2020 roku z powodu pandemii COVID-19 turnieje te zostały przełożone na marzec 2021 roku.
| Grupa 1    | Grupa 2            | Grupa 3    | Grupa 4 | Grupa 5     |
| ---------- | ------------------ | ---------- | ------- | ----------- |
| Słowacja   | Macedonia Północna | Turcja     | Austria | Białoruś    |
| Ukraina    | Islandia           | Portugalia | Włochy  | Szwajcaria  |
| Izrael     | Litwa              | Finlandia  | Kosowo  | Wyspy Owcze |
| Luksemburg | Grecja             |            |         |             |

Z zaplanowanych na 19–21 marca 2021 roku turniejów nie odbył się jeden z nich – po wycofaniu się Finlandii automatyczną kwalifikację uzyskały Turcja i Portugalia, z pozostałych grup natomiast Słowacja, Macedonia Północna, Austria, Włochy, Szwajcaria, Białoruś, Ukraina oraz Islandia.

#### Grupa A
| 19 marca 202117:00 | Słowacja | 31:28(14:13) | Ukraina | Centre National Sportif et Culturel, Luksemburg Sędzia: Kijauskaitė, Žalienė |
| 19 marca 202117:00 |          | 31:28(14:13) |         | Centre National Sportif et Culturel, Luksemburg Sędzia: Kijauskaitė, Žalienė |

| 19 marca 202119:30 | Izrael | 22:18(11:6) | Luksemburg | Centre National Sportif et Culturel, Luksemburg Sędzia: Fahner, Kubis |
| 19 marca 202119:30 |        | 22:18(11:6) |            | Centre National Sportif et Culturel, Luksemburg Sędzia: Fahner, Kubis |

| 20 marca 202115:30 | Słowacja | 37:19(18:11) | Izrael | Centre National Sportif et Culturel, Luksemburg Sędzia: Fahner, Kubis |
| 20 marca 202115:30 |          | 37:19(18:11) |        | Centre National Sportif et Culturel, Luksemburg Sędzia: Fahner, Kubis |

| 20 marca 202118:00 | Ukraina | 28:21(14:12) | Luksemburg | Centre National Sportif et Culturel, Luksemburg Sędzia: Kijauskaitė, Žalienė |
| 20 marca 202118:00 |         | 28:21(14:12) |            | Centre National Sportif et Culturel, Luksemburg Sędzia: Kijauskaitė, Žalienė |

| 21 marca 202115:30 | Ukraina | 31:24(16:10) | Izrael | Centre National Sportif et Culturel, Luksemburg Sędzia: Fahner, Kubis |
| 21 marca 202115:30 |         | 31:24(16:10) |        | Centre National Sportif et Culturel, Luksemburg Sędzia: Fahner, Kubis |

| 21 marca 202118:00 | Luksemburg | 17:37(10:16) | Słowacja | Centre National Sportif et Culturel, Luksemburg Sędzia: Kijauskaitė, Žalienė |
| 21 marca 202118:00 |            | 17:37(10:16) |          | Centre National Sportif et Culturel, Luksemburg Sędzia: Kijauskaitė, Žalienė |

#### Grupa B
| 19 marca 202117:45 | Macedonia Północna | 24:17(11:8) | Islandia | Centrum sportowe „Jane Sandanski”, Skopje Sędzia: Ciulei, Stoia |
| 19 marca 202117:45 |                    | 24:17(11:8) |          | Centrum sportowe „Jane Sandanski”, Skopje Sędzia: Ciulei, Stoia |

| 19 marca 202119:45 | Litwa | 27:26(12:12) | Grecja | Centrum sportowe „Jane Sandanski”, Skopje Sędzia: Ivanović, Vujisić |
| 19 marca 202119:45 |       | 27:26(12:12) |        | Centrum sportowe „Jane Sandanski”, Skopje Sędzia: Ivanović, Vujisić |

| 20 marca 202117:45 | Macedonia Północna | 31:21(15:12) | Litwa | Centrum sportowe „Jane Sandanski”, Skopje Sędzia: Ivanović, Vujisić |
| 20 marca 202117:45 |                    | 31:21(15:12) |       | Centrum sportowe „Jane Sandanski”, Skopje Sędzia: Ivanović, Vujisić |

| 20 marca 202119:45 | Islandia | 31:19(15:7) | Grecja | Centrum sportowe „Jane Sandanski”, Skopje Sędzia: Ciulei, Stoia |
| 20 marca 202119:45 |          | 31:19(15:7) |        | Centrum sportowe „Jane Sandanski”, Skopje Sędzia: Ciulei, Stoia |

| 21 marca 202117:45 | Grecja | 19:20(13:10) | Macedonia Północna | Centrum sportowe „Jane Sandanski”, Skopje Sędzia: Ciulei, Stoia |
| 21 marca 202117:45 |        | 19:20(13:10) |                    | Centrum sportowe „Jane Sandanski”, Skopje Sędzia: Ciulei, Stoia |

| 21 marca 202119:45 | Islandia | 33:23(19:9) | Litwa | Centrum sportowe „Jane Sandanski”, Skopje Sędzia: Ivanović, Vujisić |
| 21 marca 202119:45 |          | 33:23(19:9) |       | Centrum sportowe „Jane Sandanski”, Skopje Sędzia: Ivanović, Vujisić |

#### Grupa D
| 19 marca 202118:10 | Kosowo | 20:26(12:11) | Austria | BSFZ Südstadt, Maria Enzersdorf Sędzia: Cipov, Klus |
| 19 marca 202118:10 |        | 20:26(12:11) |         | BSFZ Südstadt, Maria Enzersdorf Sędzia: Cipov, Klus |

| 20 marca 202118:00 | Włochy | 24:22(11:10) | Kosowo | BSFZ Südstadt, Maria Enzersdorf Sędzia: Cipov, Klus |
| 20 marca 202118:00 |        | 24:22(11:10) |        | BSFZ Südstadt, Maria Enzersdorf Sędzia: Cipov, Klus |

| 21 marca 202116:30 | Austria | 37:22(20:8) | Włochy | BSFZ Südstadt, Maria Enzersdorf Sędzia: Cipov, Klus |
| 21 marca 202116:30 |         | 37:22(20:8) |        | BSFZ Südstadt, Maria Enzersdorf Sędzia: Cipov, Klus |

#### Grupa E
| 19 marca 202118:00 | Wyspy Owcze | 13:21(7:15) | Białoruś | Cziżowka-Ariena, Mińsk Widzów: 350 Sędzia: Duplii, Pobedrina |
| 19 marca 202118:00 |             | 13:21(7:15) |          | Cziżowka-Ariena, Mińsk Widzów: 350 Sędzia: Duplii, Pobedrina |

| 20 marca 202116:00 | Szwajcaria | 26:18(14:11) | Wyspy Owcze | Cziżowka-Ariena, Mińsk Widzów: 130 Sędzia: Duplii, Pobedrina |
| 20 marca 202116:00 |            | 26:18(14:11) |             | Cziżowka-Ariena, Mińsk Widzów: 130 Sędzia: Duplii, Pobedrina |

| 21 marca 202116:00 | Białoruś | 25:25(15:14) | Szwajcaria | Cziżowka-Ariena, Mińsk Widzów: 550 Sędzia: Duplii, Pobedrina |
| 21 marca 202116:00 |          | 25:25(15:14) |            | Cziżowka-Ariena, Mińsk Widzów: 550 Sędzia: Duplii, Pobedrina |

### Mistrzostwa Europy w Piłce Ręcznej Kobiet 2020
Kwalifikację na mistrzostwa świata uzyskały cztery najlepsze, prócz mających już zapewniony awans Hiszpanek i Holenderek, drużyny Mistrzostw Europy 2020, które odbędą się w dniach od 3 do 20 grudnia 2020 roku we Norwegii i Danii. Tytuł mistrzowski zdobyła reprezentacja Norwegii, która w finale pokonała obrończynie tytułu, Francuzki, 22:20, natomiast w meczu o brązowy medal Chorwatki po zwycięstwie nad reprezentacją Danii 25:19 po raz pierwszy wywalczyły medal na europejskim czempionacie.

### Europejski turniej eliminacyjny – faza play-off
W tej fazie rozgrywek wzięło udział dwadzieścia reprezentacji narodowych – dziesięć drużyn uczestniczących w mistrzostwach kontynentu, które dotychczas nie uzyskały awansu, oraz dziesięć zespołów z pierwszej fazy eliminacji. Losowanie par zostało zaplanowane na 22 marca 2021 roku, a przed nim nastąpiło rozstawienie zespołów na dwa koszyki. Losowanie wyłoniło dziesięć par walczących w dwumeczach zaplanowanych na drugą dekadę kwietnia 2021 roku, a ich zwycięzcy awansowali do turnieju finałowego mistrzostw świata. Spośród drużyn z drugiego koszyka jako jedyna swój dwumecz zwyciężyła Austria (przeciwko Polsce), w pozostałych parach górą okazały się zespoły wyżej rozstawione.
| Drużyna 1                            | Wynik dwumeczu | Drużyna 2          | Pierwszy mecz | Drugi mecz |
| ------------------------------------ | -------------- | ------------------ | ------------- | ---------- |
| Turcja                               | 47:80          | Rosja              | 23:35         | 24:45      |
| Czechy                               | 55:49          | Szwajcaria         | 27:27         | 28:22      |
| Słowenia                             | 45:35          | Islandia           | 24:14         | 21:21      |
| Słowacja                             | 44:58          | Serbia             | 19:26         | 25:32      |
| Ukraina                              | 40:50          | Szwecja            | 14:28         | 26:22      |
| Austria                              | 58:55          | Polska             | 29:29         | 29:26      |
| Węgry                                | 87:31          | Włochy             | 46:19         | 41:12      |
| Rumunia                              | 68:42          | Macedonia Północna | 33:22         | 35:20      |
| Portugalia                           | 50:66          | Niemcy             | 27:32         | 23:34      |
| Czarnogóra                           | 55:47          | Białoruś           | 29:23         | 26:24      |
| Po lewej gospodarz pierwszego meczu. |                |                    |               |            |

| 16 kwietnia 202116:05 | Węgry | 46:19(23:10) | Włochy | Érd Aréna, Érd Sędzia: Fukala, Mohyla |
| 16 kwietnia 202116:05 |       | 46:19(23:10) |        | Érd Aréna, Érd Sędzia: Fukala, Mohyla |

| 16 kwietnia 202116:30 | Turcja | 23:35(12:19) | Rosja | Hasan Dağı Spor Salonu, Aksaray Widzów: 220 Sędzia: Butskevich, Butskevich |
| 16 kwietnia 202116:30 |        | 23:35(12:19) |       | Hasan Dağı Spor Salonu, Aksaray Widzów: 220 Sędzia: Butskevich, Butskevich |

| 16 kwietnia 202118:00 | Czarnogóra | 29:23(14:13) | Białoruś | Bemax Arena, Podgorica Sędzia: Backović, Palačković |
| 16 kwietnia 202118:00 |            | 29:23(14:13) |          | Bemax Arena, Podgorica Sędzia: Backović, Palačković |

| 16 kwietnia 202118:10 | Austria | 29:29(13:13) | Polska | BSFZ Südstadt, Maria Enzersdorf Sędzia: Simone, Monitillo |
| 16 kwietnia 202118:10 |         | 29:29(13:13) |        | BSFZ Südstadt, Maria Enzersdorf Sędzia: Simone, Monitillo |

| 17 kwietnia 202116:00 | Ukraina | 14:28(7:15) | Szwecja | Pałac Sportu, Kijów Sędzia: Hatipoğlu, Şimşek |
| 17 kwietnia 202116:00 |         | 14:28(7:15) |         | Pałac Sportu, Kijów Sędzia: Hatipoğlu, Şimşek |

| 17 kwietnia 202117:00 | Rumunia | 33:22(15:11) | Macedonia Północna | Sala Polivalentă Dinamo, Bukareszt Sędzia: Antić, Jakovljević |
| 17 kwietnia 202117:00 |         | 33:22(15:11) |                    | Sala Polivalentă Dinamo, Bukareszt Sędzia: Antić, Jakovljević |

| 17 kwietnia 202117:30 | Słowenia | 24:14(13:7) | Islandia | Športna dvorana Kodeljevo, Lublana Sędzia: Metalari, Nikolovski |
| 17 kwietnia 202117:30 |          | 24:14(13:7) |          | Športna dvorana Kodeljevo, Lublana Sędzia: Metalari, Nikolovski |

| 17 kwietnia 202118:00 | Słowacja | 19:26(10:11) | Serbia | Mestská športová hala, Šaľa Sędzia: Năstase, Stancu |
| 17 kwietnia 202118:00 |          | 19:26(10:11) |        | Mestská športová hala, Šaľa Sędzia: Năstase, Stancu |

| 17 kwietnia 202120:10 | Czechy | 27:27(12:14) | Szwajcaria | ROBE Aréna, Zubří Sędzia: Lidacka, Lesiak |
| 17 kwietnia 202120:10 |        | 27:27(12:14) |            | ROBE Aréna, Zubří Sędzia: Lidacka, Lesiak |

| 17 kwietnia 202121:30 | Portugalia | 27:32(10:17) | Niemcy | Pavilhão Gimnodesportivo Municipal de Luso, Mealhada Sędzia: Carmaux, Mursch |
| 17 kwietnia 202121:30 |            | 27:32(10:17) |        | Pavilhão Gimnodesportivo Municipal de Luso, Mealhada Sędzia: Carmaux, Mursch |

-
| 18 kwietnia 202113:00 | Włochy | 12:41(5:17) | Węgry | Érd Aréna, Érd Sędzia: Fukala, Mohyla |
| 18 kwietnia 202113:00 |        | 12:41(5:17) |       | Érd Aréna, Érd Sędzia: Fukala, Mohyla |

| 20 kwietnia 202117:00 | Białoruś | 24:26(11:15) | Czarnogóra | Cziżowka-Ariena, Mińsk Widzów: 600 Sędzia: Budzák, Záhradník |
| 20 kwietnia 202117:00 |          | 24:26(11:15) |            | Cziżowka-Ariena, Mińsk Widzów: 600 Sędzia: Budzák, Záhradník |

| 20 kwietnia 202117:30 | Niemcy | 34:23(15:11) | Portugalia | Westpress Arena, Hamm Sędzia: Lindenbaum, Laron |
| 20 kwietnia 202117:30 |        | 34:23(15:11) |            | Westpress Arena, Hamm Sędzia: Lindenbaum, Laron |

| 20 kwietnia 202118:00 | Polska | 26:29(11:15) | Austria | Mareckie Centrum Edukacyjno-Rekreacyjne, Marki Sędzia: Sá, Sá |
| 20 kwietnia 202118:00 |        | 26:29(11:15) |         | Mareckie Centrum Edukacyjno-Rekreacyjne, Marki Sędzia: Sá, Sá |

| 21 kwietnia 202118:00 | Serbia | 32:25(13:12) | Słowacja | Sportski centar Voždovac, Belgrad Sędzia: Alpaidze, Berezkina |
| 21 kwietnia 202118:00 |        | 32:25(13:12) |          | Sportski centar Voždovac, Belgrad Sędzia: Alpaidze, Berezkina |

| 20 kwietnia 202118:30 | Rosja | 45:24(24:13) | Turcja | Arena Siatkarska Dynamo, Moskwa Sędzia: Aghakishi, Aghakishi |
| 20 kwietnia 202118:30 |       | 45:24(24:13) |        | Arena Siatkarska Dynamo, Moskwa Sędzia: Aghakishi, Aghakishi |

| 20 kwietnia 202120:15 | Szwajcaria | 22:28(11:14) | Czechy | Mobiliar Arena, Gümligen Sędzia: Merz, Kuttler |
| 20 kwietnia 202120:15 |            | 22:28(11:14) |        | Mobiliar Arena, Gümligen Sędzia: Merz, Kuttler |

| 21 kwietnia 202117:00 | Macedonia Północna | 20:35(10:18) | Rumunia | Centrum sportowe „Jane Sandanski”, Skopje Sędzia: Praštalo, Balvan |
| 21 kwietnia 202117:00 |                    | 20:35(10:18) |         | Centrum sportowe „Jane Sandanski”, Skopje Sędzia: Praštalo, Balvan |

| 21 kwietnia 202118:10 | Szwecja | 22:26(9:14) | Ukraina | Sparbanken Skåne Arena, Lund Sędzia: Barysas, Petrušis |
| 21 kwietnia 202118:10 |         | 22:26(9:14) |         | Sparbanken Skåne Arena, Lund Sędzia: Barysas, Petrušis |

| 21 kwietnia 202121:45 | Islandia | 21:21(8:9) | Słowenia | Íþróttamiðstöð Haukar, Hafnarfjörður Sędzia: Smailagic, Smailagic |
| 21 kwietnia 202121:45 |          | 21:21(8:9) |          | Íþróttamiðstöð Haukar, Hafnarfjörður Sędzia: Smailagic, Smailagic |

## Afryka
Turniejem kwalifikacyjnym w Afryce były mistrzostwa tego kontynentu, przełożone z grudnia 2020 roku na czerwiec 2021 roku. Drużyny rywalizowały w Kamerunie w pierwszej fazie systemem kołowym w ramach trzech czterozespołowych grup, po czym osiem najlepszych awansowało do ćwierćfinałów, przy czym z uwagi na wycofanie się Algierii nie odbyły się trzy spotkania w grupie C. W finale spotkały się Angola z Kamerunem, a po łatwym zwycięstwie czternasty tytuł mistrzyń Afryki zdobyły przedturniejowe faworytki, Angolanki. W meczu o brązowy medal Tunezja okazała się lepsza od Kongo, a wszystkie te cztery drużyny uzyskały awans na MŚ 2021.

## Ameryka Południowa i Centralna
Turniej kwalifikacyjny dla Ameryki Południowej i Centralnej zaplanowany został na początek października 2021 roku. Sześć uczestniczących zespołów rywalizowało systemem kołowym w ramach jednej grupy o trzy miejsca premiowane awansem na MŚ 2021. Z kompletem zwycięstw triumfowała reprezentacja Brazylii, prócz niej na podium mistrzostw znalazły się Argentyna oraz Paragwaj.

## Ameryka Północna i Karaiby
Turniej kwalifikacyjny dla Ameryki Północnej i Karaibów zaplanowany został na koniec sierpnia 2021 roku w Elgin. o jedno miejsce premiowane awansem na MŚ 2021 rywalizowały cztery reprezentacje – w pierwszej fazie systemem kołowym, a następnie czołowa dwójka zmierzyła się w meczu finałowym, pozostałe dwie zaś zagrały o trzecią lokatę. Do sędziowania turnieju wyznaczono cztery pary arbitrów – trzy regionalne i jedną z Francji. Fazę grupową z kompletem zwycięstw zakończyła reprezentacja Grenlandii, która jednak w pojedynku finałowym uległa Portorykankom.

## Azja
Mistrzostwa miały pierwotnie odbyć się w pod koniec listopada 2020 roku, jednak z uwagi na pandemię COVID-19 zostały przeniesione na późniejszy termin. Gospodarzem zaplanowanych początkowo na grudzień roku 2020, a następnie na drugą połowę września 2021 roku zawodów miała być Korea Południowa, na początku sierpnia tego roku zostały one jednakże przeniesione do Jordanii. Obsada turnieju ulegała zmianom – spośród dwunastu reprezentacji wycofały się Indie i Afganistan, które zostały zastąpione przez Palestynę i Syrię, zaś kilka dni przed rozpoczęciem turnieju przyjazd odwołał także Katar, zatem do rozgrywek przystąpiło ostatecznie jedenaście zespołów – czołowa dwójka z każdej z grup zmierzyła się w półfinałach, analogicznie kolejne dwójki walczyły o miejsce piąte. Do półfinałów awansowały faworyzowane zespoły Japonii i Korei, a także Iran i Kazachstan. Po raz czwarty z rzędu w decydującym spotkaniu zmierzyły się faworytki, także i tym razem lepsze okazały się Koreanki, brąz zaś zdobyły reprezentantki Kazachstanu, po czterech z rzędu porażkach w meczach o trzecie miejsce. Oprócz półfinalistek do mistrzostw świata awansował Uzbekistan, w pojedynku o piątą lokatę pokonując Hongkong.

## Dzika karta
Z uwagi na fakt, iż żaden zespół z Oceanii nie zarejestrował się do udziału w mistrzostwach Azji, IHF mogła przyznać dwie dzikie karty, a otrzymały je Słowacja i Polska. Dodatkowo, zgodnie z zasadami IHF pomimo przysługujących Azji sześciu miejsc w kontynentalnym czempionacie dostępne było pięć, bowiem w zawodach nie wzięło udziału minimum dwanaście ekip – dziką kartę na ten wakat otrzymały następnie Chiny.